# Relaciones China-Guinea Ecuatorial
Las relaciones entre la República Popular China y Guinea Ecuatorial fueron establecidas el 15 de octubre de 1970, cuando estaban en el poder Liu Shaoqi por parte de la República Popular de China y Francisco Macías Nguema por parte de la República de Guinea Ecuatorial.

## Historia
En la década de 1970, la República Popular de China proporcionó a Guinea Ecuatorial un gran apoyo logístico en la construcción de edificios de telecomunicaciones y una estación de transmisión en Malabo y Bata, así como de una carretera pavimentada que unió las ciudades de Nkue y Mongomo, que todavía está en buenas condiciones, la Estación Hidroeléctrica Bicomo en Bata, que fracasó debido a problemas técnicos y renovaciones; y la autopista de Niefang, especialmente en el tramo entre Niefang y Nkue.
También se iniciaron programas de ayuda médica y becas, todo a cambio de madera.

## Relaciones bilaterales
Desde el año 2000 hasta el 2011, existían un total aproximado de 19 proyectos oficiales de financiación china identificados en Guinea Ecuatorial por varios medios de comunicación. Estos proyectos iban desde la construcción de la estación hidroeléctrica de Djibloho hasta una línea de crédito al gobierno de Guinea Ecuatorial por valor de 75 millones dólares en 2006.
En febrero de 2020, el Gobierno de Guinea Ecuatorial aprobó la donación de 1,8 millones de euros a China para combatir la Pandemia de COVID-19.